# Wernher von Braun
Wernher Magnus Maximilian Freiherr von Braun (Wirsitz, 23 de março de 1912 – Alexandria, 16 de junho de 1977) foi um engenheiro alemão e uma das principais figuras no desenvolvimento do foguete V-2 na Alemanha Nazista e do foguete Saturno V nos Estados Unidos. Ele foi uma das principais figuras no desenvolvimento de tecnologias de foguetes para a Alemanha, embora alegasse que seu envolvimento com o Partido Nazista fosse apenas visando não interromper suas pesquisas e proteger-se de caçadas anticomunistas.
Pioneiro e visionário das viagens espaciais, é mundialmente conhecido por ter liderado o projeto aerospacial americano durante a chamada "Corrida Espacial", tendo trabalhado como projetista chefe do primeiro foguete de grande porte movido a combustível líquido produzido em série, o Aggregat 4, e por liderar o desenvolvimento do foguete Saturno V, que levou os astronautas dos EUA à Lua, em julho de 1969. Sua contraparte e rival, do lado soviético, foi o engenheiro Sergei Korolev.

## Infância e educação
Wernher von Braun nasceu em Wirsitz, na província de Posen, hoje chamada Wyrzysk na Polónia e à época parte da Prússia e do Império Alemão. Era o segundo de três irmãos. Ele pertencia a uma família de aristocratas, que herdaram o título de Freiherr (equivalente ao título de barão). Seu pai, Magnus Freiherr von Braun (1878–1972), foi funcionário público de carreira, serviu como ministro da Agricultura durante a República de Weimar. Sua mãe, Emmy von Quistorp (1886–1959), tinha ancestrais na realeza medieval europeia. Descendente de Filipe III da França, Valdemar I da Dinamarca, Roberto III da Escócia, Eduardo III da Inglaterra e Miecislau I.
Como presente de batismo na Igreja Luterana, sua mãe o presenteou com um telescópio, e ele desenvolveu uma paixão por astronomia. Quando a cidade de Wyrzysk foi transferida para a Polônia, ao final da Primeira Guerra Mundial, von Braun e sua família, como várias outras, se mudaram para a Alemanha. Eles se fixaram em Berlim, onde von Braun, então com 12 anos, inspirado pelos records de velocidade de Max Valier e Fritz von Opel, em carros movidos a foguetes, causou um rebuliço nas ruas ao acionar uma carroça de brinquedo com fogos de artifício, tendo sido recolhido sob custódia pela polícia local até que seu pai viesse buscá-lo.
Wernher von Braun foi um músico amador competente, que conseguia tocar Beethoven e Bach de memória. Ele aprendeu a tocar violoncelo e piano muito cedo, e inicialmente pretendia ser um compositor, chegando a produzir algumas peças.
No começo de 1925, von Braun começou a estudar num colégio interno, no castelo de Ettersburg, próximo a Weimar, onde ele não obteve bons resultados em física e matemática. Lá ele teve contato com uma cópia do trabalho de Hermann Oberth Die Rakete zu den Planetenräumen (1923), "Foguete no espaço interplanetário". Em 1928, os seus pais o transferiram para o Internato Hermann-Lietz, localizado na ilha de Spiekeroog no Mar do Norte. Viagens espaciais sempre fascinaram von Braun, e daquela época em diante, ele se aplicou muito em física e matemática, para atingir seus objetivos na engenharia de foguetes.
Em 1930, ele entrou para o Instituto de Tecnologia Charlottenburg de Berlim. Lá ele se juntou ao grupo Verein für Raumschiffahrt (VfR, Sociedade para Viagens Espaciais), se tornando assistente de Willy Ley e Hermann Oberth, nos seus testes de motores de foguete a combustível líquido. Na primavera de 1932, ele se graduou com bacharel em Engenharia Mecânica. Com o grau de bacharel obtido, von Braun foi contratado por Walter Dornberger como um empregado civil do programa de mísseis da Heereswaffenamt, agência responsável pelo rearmamento alemão. Devido ao seu contato prévio com a teoria de foguetes, ele se convenceu de que aquele título não seria suficiente, o que o fez entrar para a Universidade de Berlin para prosseguir nos estudos de graduação. Obteve o título de Ph.D. em física, com a tese "Contribuições teóricas e experimentais para o problema estrutural nos foguetes a combustível líquido" em 1934.
Essa posição o levou a atuar no campo de pesquisas do Exército em Kummersdorf, cerca de 30 quilômetros ao sul de Berlim. Naquele mesmo ano, um dos foguetes concebidos por ele, lançado da ilha de Borkum no Mar do Norte, atingiu 2 200 metros de altitude. Entre 1935 e 1937, von Braun e a equipe de Ernst Heinkel desenvolveram um motor foguete destinado ao uso em aviões, primeiro em Kummersdorf, mais tarde em Neuhardenberg, onde o motor foguete foi testado num Heinkel He 112.

## Carreira no terceiro Reich

### Peenemünde

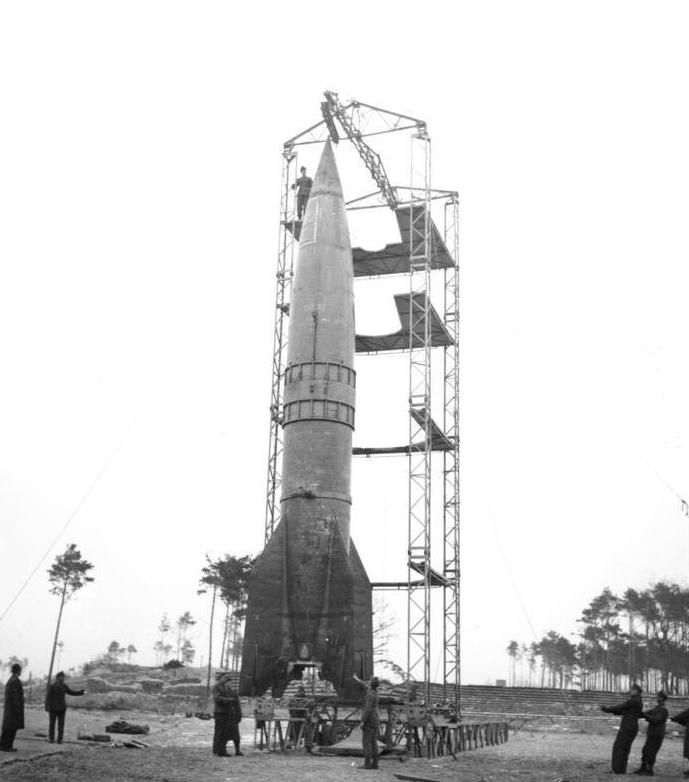
Um foguete V-2 no centro de testes de Peenemünde em 1942.

Já ao final de 1935, ficava muito claro que as instalações de Kummersdorf eram insuficientes para acomodar a rápida expansão do programa de mísseis. Para testar os mísseis muito maiores que estavam sendo planejados, eles necessitariam de algumas centenas de quilômetros de área de testes. Com essa necessidade em mente, uma área próxima ao Mar Báltico passou a ser seriamente considerada. O Exército e a Força Aérea concordaram em usar a área da ilha de Usedom para esse fim. Entre 1937 e 1945, Wernher von Braun foi o diretor técnico do recém-criado centro de pesquisas do Exército de Peenemünde, onde ele liderou o desenvolvimento do míssil Aggregat 4 (A4), um grande foguete movido a combustível líquido. A partir de 1943, esse míssil foi posto em produção, e logo depois das suas primeiras missões sobre Londres, passou a ser conhecido como: Vergeltungswaffe 2 (V-2), ou "Arma de Vingança 2". Esse foi o primeiro míssil terra-terra a combustível líquido operacional do Mundo, contando com sistemas de controle por giroscópio que permitiam estabilizar e controlar o voo de forma automática e autônoma.
Desde junho de 1943, foi instalado um campo de concentração. Além dele, havia um segundo campo, este de prisioneiros, na área de Karlshagen-Trassenheide, comportando cerca de 1400 homens. Além desses havia mais cerca de 3000 "trabalhadores do leste europeu" (da Polônia e da União Soviética). Boa parte desse contingente foi usado como mão de obra na fábrica dos foguetes V-2 em Peenemünde.
Em várias passagens de suas anotações, von Braun menciona o uso de mão de obra de prisioneiros nas fábricas de Peenemünde, deixando claro que ele tinha consciência das condições em que isso se dava. Ocorreu também troca de memorandos com outros diretores, onde as condições precárias dos prisioneiros são mencionadas. Em 1945, atingindo regularmente 200 km de altitude, o foguete V-2, passa a ser o primeiro foguete a ultrapassar o "limite oficial do espaço" (100 km).

### Envolvimento com o regime Nazista

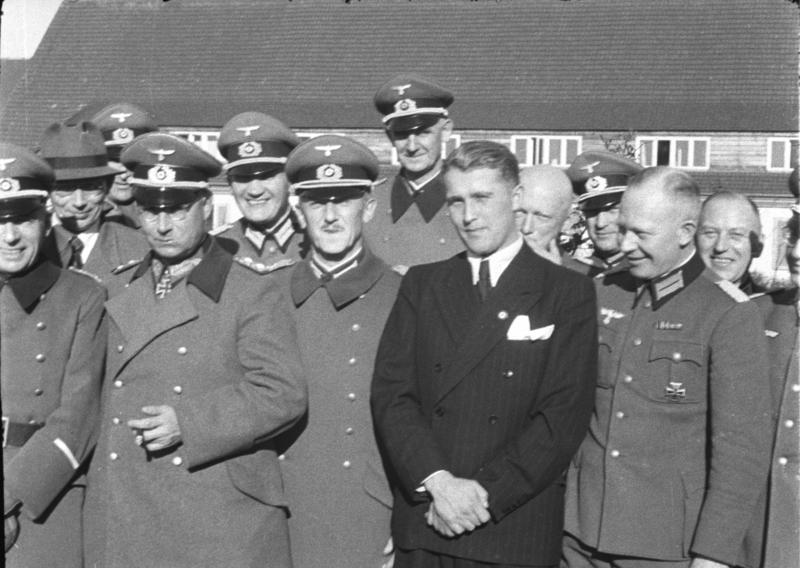
Wernher von Braun em Peenemünde, na primavera de 1941.

Wernher von Braun teve um relacionamento complexo e ambivalente com o regime do terceiro Reich. Quando já nos Estados Unidos, ele sempre negou qualquer envolvimento político com o regime da época, alegando que a sua filiação ao Partido Nazista teve a intenção apenas de permitir que ele continuasse no "trabalho de sua vida". A sua filiação ao Partido Nacional Socialista Alemão dos Trabalhadores, foi registrada em 1 de dezembro de 1938, sob o número 5 738 692. Em 1 de maio de 1940, ele se tornou membro da Allgemeine SS (SS-Nr. 185 068), uma unidade desarmada daquela força. Von Braun também alegou mais tarde que sua associação a esta força foi para se proteger de caçadas anticomunistas, dizendo que vestiu aquele uniforme apenas uma vez, havendo controvérsias quanto a essa afirmação. Na SS, ele começou com a patente de segundo tenente, tendo sido promovido três vezes por Himmler, a última delas em 1943 para major. Von Braun argumentou que essas promoções eram técnicas, recebidas todo ano pelo correio.
Com o desenvolvimento do A-4, ele criou uma arma sem precedentes em termos de alcance e velocidade, capaz de transportar uma tonelada de explosivos até o alvo. A precisão em relação ao alvo final, no entanto, era pequena, fazendo desta uma arma de terror contra a população civil, o que resultou em mais acusações contra von Braun. Naquela época, no entanto, ele prosseguiu não só trabalhando na arma, como também fazendo campanhas e visitas as autoridades a favor do potencial dos foguetes. Em 22 de dezembro de 1942, Hitler assinou a aprovação para a produção do A-4. Numa das visitas de von Braun ao quartel general de Hitler em 7 de julho de 1943, ele exibiu um filme colorido mostrando a decolagem de um A-4. Hitler ficou tão entusiasmado que concedeu pessoalmente a von Braun o título de Professor. Na Alemanha da época, este era um título excepcional para um engenheiro de apenas 31 anos de idade.
Naquela época, as inteligências britânica e soviética já tinham ciência do programa de foguetes e do trabalho da equipe de Von Braun em Peenemünde. Durante as noites de 17 e 18 de agosto de 1943, a operação Hydra do comando de bombardeiros da RAF enviou missões de bombardeio sobre a ilha, compostas por 596 aviões que despejaram 1 800 toneladas de explosivos. Por um conjunto de fatores, boa parte do centro de pesquisa ficou intacto, e a maior parte da equipe permaneceu a salvo. No entanto, o projetista de motores Walter Thiel e o engenheiro chefe Walther foram mortos e o programa sofreu atrasos.
Em março de 1944, von Braun foi pivô de uma conspiração de Heinrich Himmler para obter o controle de todos os programas de armamento alemães, inclusive o de foguetes. Com isso, von Braun foi detido em 15 de março de 1944, e levado para uma cela da Gestapo na Polônia, onde ficou detido por duas semanas, até que Dornberger conseguiu a sua "liberdade condicional". O primeiro A-4 de combate, rebatizado como V-2 (Vergeltungswaffe 2, "Arma de Vingança 2"), para fins de propaganda, foi lançado contra a Inglaterra em 7 de setembro de 1944, apenas 21 meses depois de o projeto ter sido aprovado oficialmente. Em 29 de outubro daquele mesmo ano, Wernher von Braun e Walter Dornberger foram condecorados com a Cruz do Cavaleiro de mérito de guerra, pelos resultados das operações com a V-2.

### Trabalho escravo

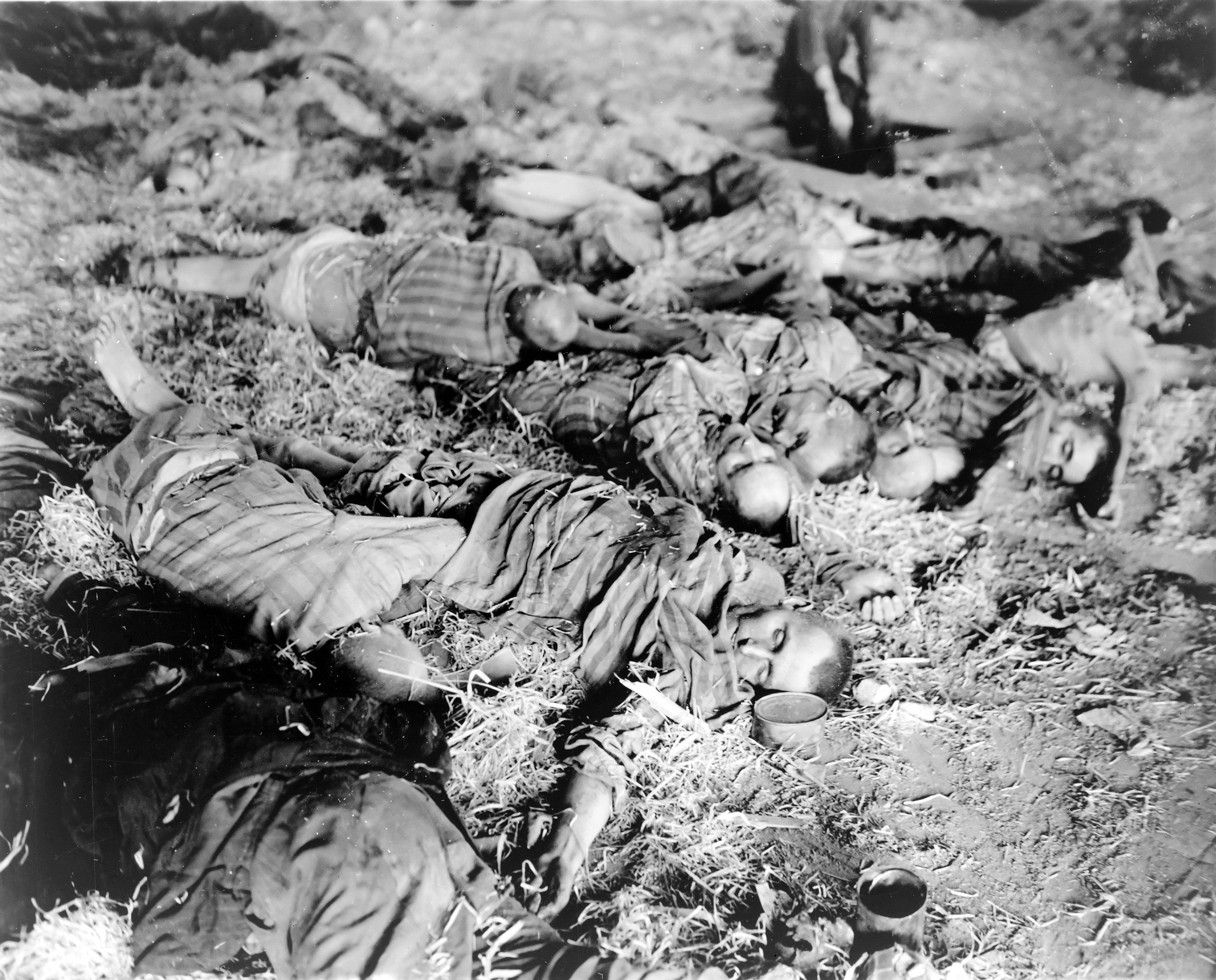
Prisioneiros mortos no campo Mittelbau-Dora em 11 de abril de 1945, após a libertação.

Um dos episódios mais bárbaros da Segunda Guerra esteve diretamente ligado ao programa de foguetes V-2 e consequentemente a von Braun, que mais tarde negou veementemente seu envolvimento com qualquer atividade nesse campo de concentração. No entanto, documentos da época mostram que em pelo menos uma ocasião ele selecionou pessoalmente os escravos que trabalhariam no projeto.
Logo depois do bombardeio sofrido pelo Centro de pesquisa e produção em Peenemünde, o alto comando resolveu transferir a produção dos mísseis para uma instalação subterrânea. Com essa finalidade, foi criado um subcampo do campo de Buchenwald, chamado Mittelbau-Dora, lugar ao qual Von Braun negou terminantemente ter comparecido. Com a expansão do campo Dora e a subsequente produção do foguete V-2 e outras armas, estimou-se inicialmente que cerca de 12 mil prisioneiros morreram. De acordo com estimativas mais recentes, mais de 20 mil prisioneiros morreram. Devido ao uso da V-2, estima-se que tenham ocorrido cerca de 8 mil vítimas, fazendo da V-2 a única arma cuja produção gerou mais vítimas que o seu uso.

### Uso da V-2 e final da guerra

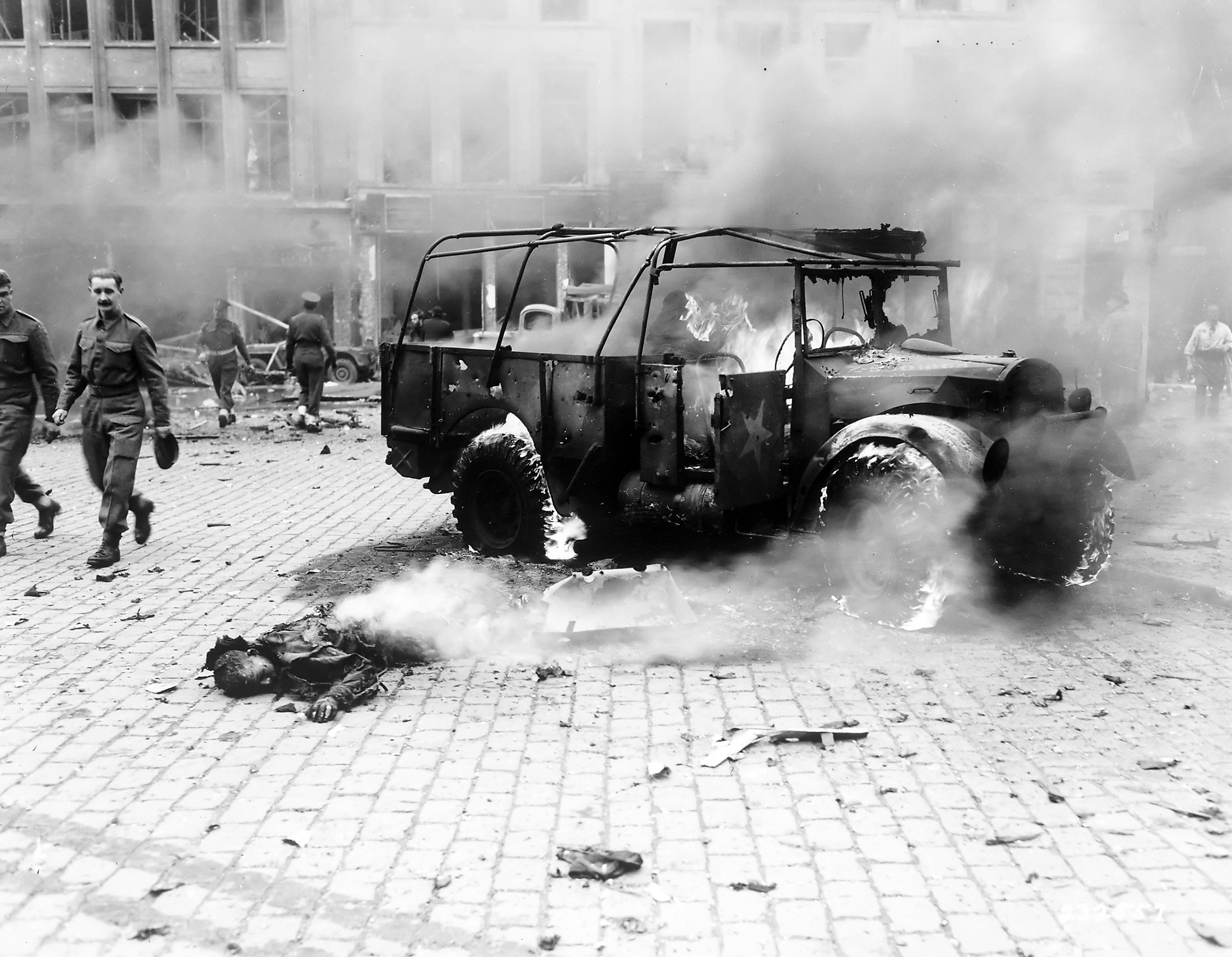
Vítima de queda de uma V-2 na Antuérpia em 27 de novembro de 1944.

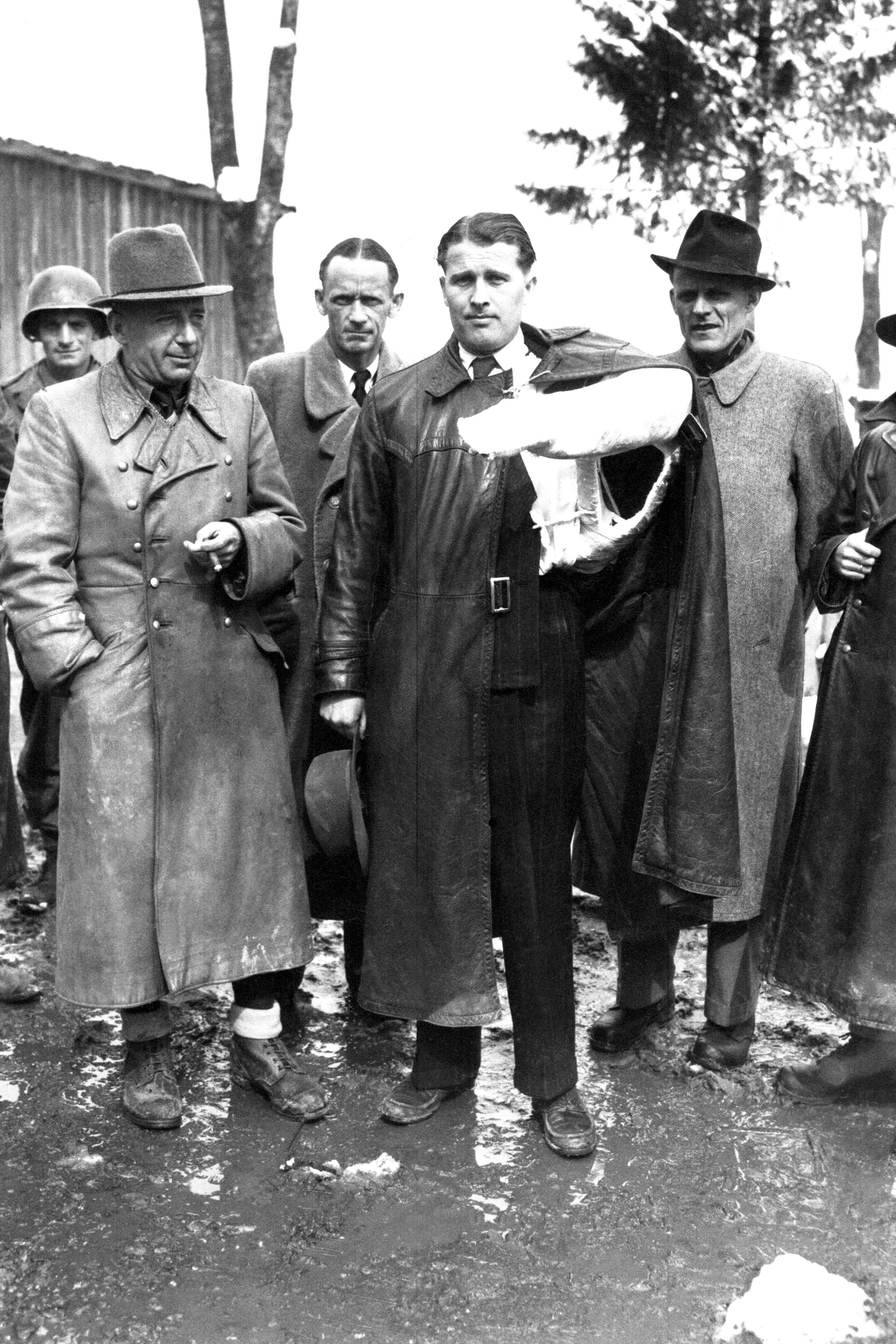
Walter Dornberger, Herbert Axter, Wernher von Braun (com o braço quebrado) e Hans Lindenberg, em 3 de maio de 1945, logo depois da rendição.

O uso da V-2 como arma teve início em setembro de 1944, com um lançamento sobre Paris. Pouco mais de 3 200 V-2 foram lançadas. Os principais alvos foram Londres (1358) e Antuérpia (1610). Surpreendentemente, a força explosiva de todas essas V-2 em conjunto era pouco maior que a capacidade de um bombardeiro médio da época. O seu trunfo era psicológico, porque contra essa arma inédita não havia defesas nem avisos, mas a sua importância militar estratégica era baixa. Os lançamentos continuaram até 27 de março de 1945, quando os dois últimos foguetes foram lançados contra Londres.
Em janeiro de 1945, os principais membros da equipe de Peenemünde, liderada por von Braun, decidiram por uma retirada para a região central da Alemanha, de forma a ter mais chances de se renderem aos norte-americanos, temendo a conhecida crueldade dos soviéticos para com os prisioneiros de guerra. Tirando proveito de ordens e documentos conflitantes, von Braun forjou alguns documentos e com eles conseguiu evacuar e transportar cerca de 500 técnicos, engenheiros e cientistas para a região onde ficava a fábrica das V-2, conhecida como Mittelwerk, onde continuaram trabalhando. Poucas semanas depois da evacuação, souberam que Peenemünde fora capturada pelas tropas soviéticas. Temendo que os seus importantes documentos fossem destruídos pelo pessoal da SS, von Braun ordenou que os documentos fossem escondidos numa mina abandonada nos campos da região de Harz.
Logo que chegaram à fábrica das V-2, o general Kammler ordenou que von Braun e 500 dos principais cientistas fossem separados de suas famílias e aprisionados num campo de prisioneiros perto da vila de Oberammergau. Usando seu poder de convencimento e argumentações, von Braun conseguiu que os cientistas ficassem fora do campo desde que permanecessem na vila e usando trajes civis.
Em 15 de março de 1945, numa viagem curta entre Bleicherode e Naumburg, von Braun sofreu um acidente quando o seu motorista dormiu ao volante. Esse acidente rendeu a von Braun fraturas no ombro e no braço. Apesar de desaconselhado pelos médicos, ele insistiu em ser engessado para que pudesse se locomover e sair do hospital. Por conta disso, um mês depois ele precisou ser novamente hospitalizado para que seus ossos fossem novamente quebrados e realinhados.
Em 11 de abril de 1945, as tropas norte-americanas tomaram a cidade de Bleicherode, na região de Kohnstein, onde ficava a fábrica das V-2. De lá cerca de 100 V-2 completas e milhares de partes e equipamentos foram "capturados" como espólio de guerra e transferidos para os Estados Unidos, onde formaram a base de estudos práticos do programa de mísseis de defesa.
Em 2 de maio de 1945, o irmão mais novo de von Braun, Magnus von Braun, teve êxito em encontrar soldados norte-americanos da 44a divisão de infantaria e, mesmo com um inglês limitado, conseguiu explicar que havia um grupo de cientistas ligados ao desenvolvimento da V-2 disposto a se render a eles. O alto comando americano já tinha ciência da existência desses cientistas e o nome de von Braun estava no topo da lista. Em 19 de junho de 1945, apenas dois dias antes de entregar a área da fábrica aos soviéticos, conforme os acordos vigentes, von Braun e seus principais colegas foram transferidos para Nordhausen e em seguida para a pequena cidade de Witzenhausen, distante de 64 km, na zona de ocupação americana.
Von Braun foi interrogado no centro de detenção de "Dustbin" no castelo de Kransberg, onde a elite econômica, científica e tecnológica do terceiro Reich era interrogada por oficiais de inteligência britânicos e norte-americanos. Inicialmente, von Braun foi recrutado pelos Estados Unidos, sob um programa chamado "Operação Overcast", mais tarde designado Operação Paperclip.

## Carreira nos Estados Unidos

### Exército

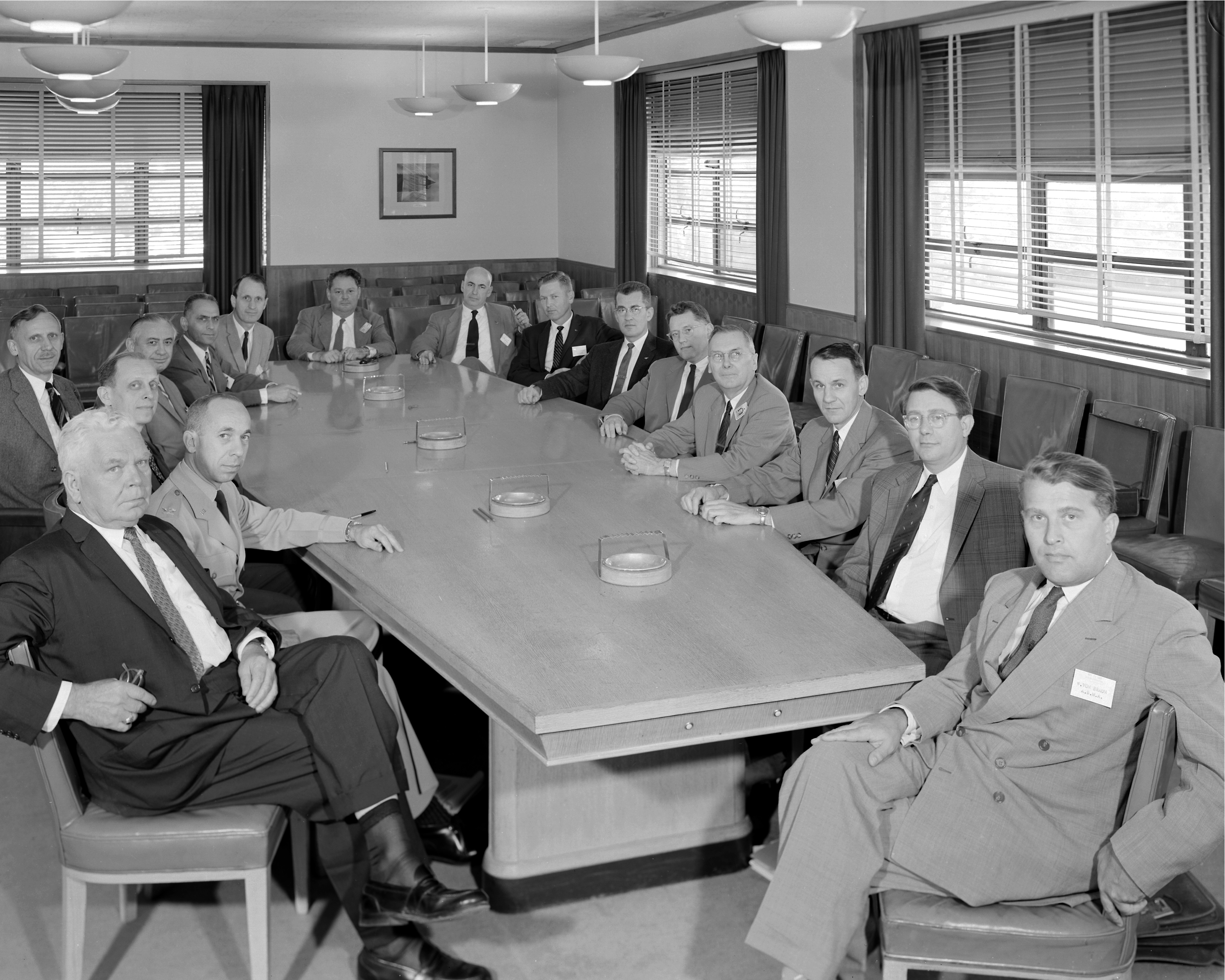
Wernher von Braun num encontro do comitê especial de tecnologia espacial da NACA.

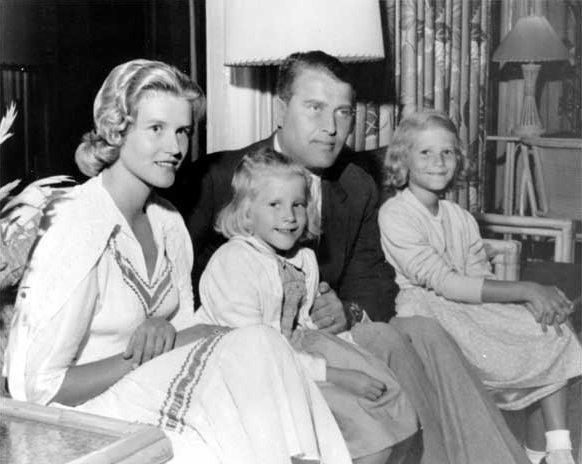
A família de von Braun, década de 1950.

Em 20 de junho de 1945 o Secretário de Estado dos Estados Unidos aprovou a transferência de von Braun e seus especialistas para a América, no entanto, isso não foi tornado público até 1 de outubro de 1945. Von Braun estava entre os cientistas para os quais a Joint Intelligence Objectives Agency (JIOA) criou históricos falsos e excluiu qualquer registro de envolvimento com o Partido Nazista, concedendo a eles total liberdade para trabalhar nos Estados Unidos.
Os primeiros sete técnicos alemães chegaram aos Estados Unidos no campo da Força Aérea de New Castle ao Sul de Wilmington, no Delaware em 20 de setembro de 1945. De lá eles voaram para Boston onde foram alojados no posto de serviço de inteligência do Exército de Fort Strong na ilha Long Island. Mais tarde, com exceção de von Braun, foram transferidos para o campo de provas de Aberdeen em Maryland, para separar e catalogar os documentos salvos de Peenemünde, permitindo que os cientistas dessem continuidade aos trabalhos com foguetes.
Depois disso, von Braun e mais de cem membros remanescentes da sua equipe de Peenemünde, incluindo seu irmão Magnus, foram transferidos para o seu "novo lar", em Fort Bliss, uma grande instalação do Exército, ao Norte de El Paso, no Texas. Nesse período, principalmente durante o ano de 1946, ocorreram várias expressões de descontentamento com as condições de trabalho, das acomodações, da falta de adaptação às condições locais, e até quanto às restrições de orçamento.
Durante essa estadia, von Braun e sua equipe treinaram pessoal militar, universitário e da indústria privada nas complexidades relativas aos foguetes e mísseis guiados. Como parte do projeto Hermes, ajudaram na reconstrução, montagem e lançamento de um considerável número de foguetes V-2 que haviam sido trazidos da Alemanha. Também deram continuidade aos estudos do potencial dos foguetes para aplicações militares e de pesquisa. Como os alemães não tinham permissão de deixar Fort Bliss sem escolta militar, eles começaram a se autointitular "Prisoners of Peace" (PoPs), "Prisioneiros da Paz". Nesse período, von Braun enviou uma proposta de casamento à sua prima por parte de mãe, então com 18 anos de idade, Maria Luise von Quistorp (nascida em 10 de junho de 1928). Em 1 de março de 1947, tendo recebido permissão para voltar à Alemanha e de lá trazer sua esposa, eles se casaram numa igreja Luterana em Landshut. Ele, sua esposa e seus pais retornaram a Nova Iorque em 26 de março de 1947. Em 9 de dezembro de 1948, a primeira filha de von Braun, Iris Careen, nasceu num hospital do Exército em Fort Bliss.
Em 1950, no início da Guerra da Coreia, von Braun e sua equipe foram transferidos para Huntsville, no Alabama, seu lar pelos próximos 20 anos. Entre 1950 e 1956, von Braun liderou a equipe de desenvolvimento de foguetes do Exército no Redstone Arsenal, resultando no foguete Redstone, que foi utilizado no primeiro teste real de míssil balístico nuclear conduzido pelos Estados unidos. Isto levou também, ao desenvolvimento do primeiro sistema de controle de navegação inercial de alta precisão, usado nesse foguete. Em 1952, nasceu a segunda filha de von Braun, Margrit Cécile.
Como diretor da divisão de operação e desenvolvimento da Army Ballistic Missile Agency (ABMA), von Braun, liderou a sua equipe no desenvolvimento do foguete Jupiter-C, um Redstone modificado. O Jupiter-C foi o foguete utilizado no lançamento do primeiro satélite Norte americano, o Explorer I, em 31 de janeiro de 1958, evento que pode ser considerado como o nascimento do programa espacial dos Estados Unidos. Apesar do trabalho bem-sucedido no foguete Redstone, os doze anos entre 1945 e 1957 foram provavelmente alguns dos mais frustrantes para von Braun e seus colegas. Na União Soviética, Sergei Korolev e sua equipe de cientistas e engenheiros, sempre estiveram à frente, com muitos projetos de foguetes inovadores e o programa Sputnik, enquanto o governo norte-americano não demonstrava interesse no trabalho de von Braun ou o considerava apenas um programa de construção de foguetes modesto. Ao mesmo tempo, a imprensa insistia em denunciar o passado de von Braun e o seu envolvimento com o regime nazista, as SS e o trabalho escravo utilizado na construção da V-2.

### Popularizando o conceito

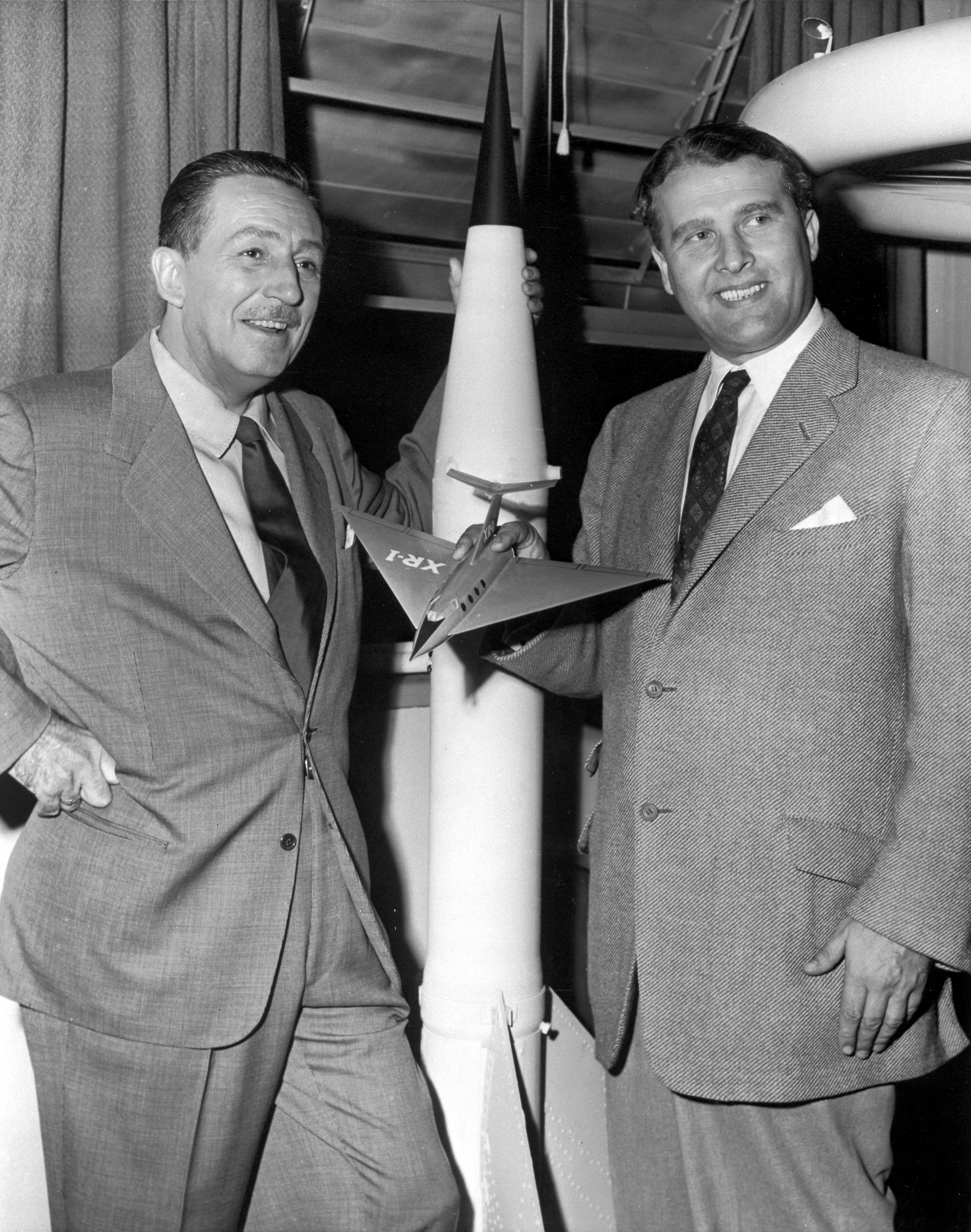
Walt Disney e von Braun, em 1954 com um modelo de sua espaçonave, trabalharam em conjunto numa série de três filmes educacionais.

Repetindo o padrão estabelecido no início de sua carreira, von Braun, enquanto dirigia programas de desenvolvimento de mísseis no mundo real, continuava envolvido no processo de divulgar seus sonhos de um futuro onde os foguetes fossem usados para viagens espaciais. Desde 1950, publicando artigos no "The Huntsville Times", esse esforço resultou numa onda de publicidade ao redor de voos à Lua, impulsionada por dois filmes de ficção científica: "Destination Moon" e "Rocketship X-M". Em 1952, von Braun publicou pela primeira vez o seu conceito de uma estação espacial tripulada numa série de artigos intitulados "Man Will Conquer Space Soon!", na revista Collier's Weekly. Esses artigos eram ilustrados pelo artista Chesley Bonestell ajudando a divulgar suas ideias. Frequentemente, von Braun trabalhou em conjunto com seu amigo Willy Ley para publicar seus conceitos, os quais não por acaso, tinham um forte embasamento científico, antecipando muitos aspectos técnicos que mais tarde se tornaram realidade. Nesse mesmo período foram publicados trabalhos sobre viagens tripuladas à Marte, usando a estação espacial como ponto de partida.
Na esperança de que o seu envolvimento pudesse trazer mais interesse do público para o futuro do programa espacial, von Braun começou a trabalhar com Walt Disney e os seus estúdios como diretor técnico, inicialmente para três filmes sobre exploração espacial. A primeira transmissão dedicada a esse tema, foi "Man in Space" que foi ao ar pela primeira vez em 9 de março de 1955, atingindo 42 milhões de pessoas. Não oficialmente classificada como a segunda maior taxa de audiência na história da televisão Norte americana.
Em 15 de abril de 1955, von Braun se naturalizou cidadão dos Estados Unidos. Mais tarde, em 1959, publicou um livreto, condensando e atualizando os episódios do trabalho anteriormente publicado na "This Week Magazine", apresentando suas ideias sobre um primeiro pouso tripulado na Lua. O cenário dessa proposta, incluía uma espaçonave relativamente pequena, um veículo de pouso separado, tripulado por apenas dois pilotos experientes que já haviam orbitado a Lua numa missão anterior. Tudo muito parecido com o plano de voo das missões Apollo. Em 1960, nasceu o filho de von Braun, Peter Constantine.

### NASA

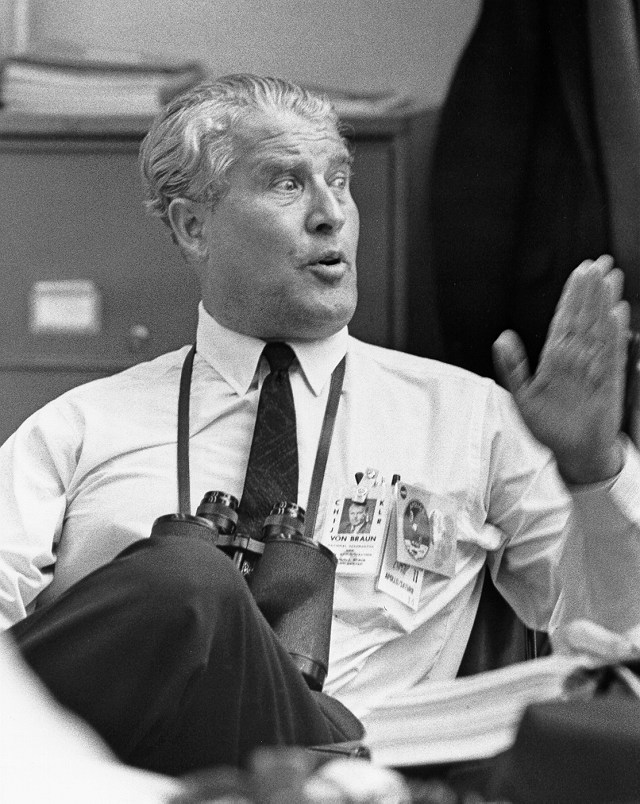
Werner von Braun durante o lançamento da Apollo 11.

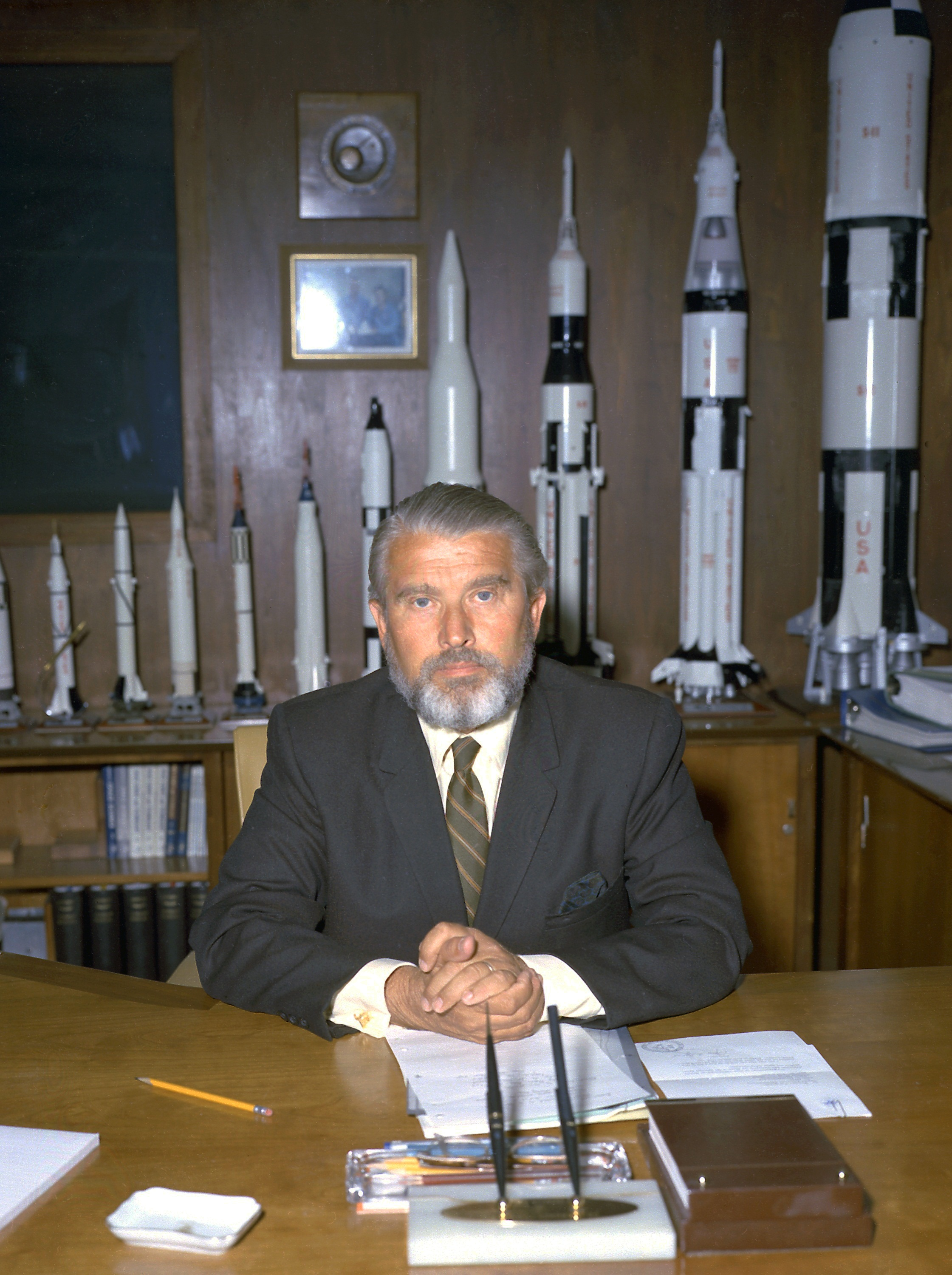
Wernher von Braun à frente dos modelos de seus foguetes, no escritório central da NASA em 1970

A tarefa de construir um foguete capaz de colocar satélites em órbita foi atribuída à Marinha dos Estados Unidos, mas o foguete Vanguard resultante não se mostrou pronto para a tarefa. Em 1957, com o lançamento do Sputnik 1, havia um sentimento crescente de que os Estados Unidos haviam ficado para trás da União Soviética na corrida espacial. Isso fez com que as autoridades americanas decidissem usar a experiência de von Braun e sua equipe de alemães para criar um veículo de lançamento com capacidade orbital, algo que von Braun já havia proposto em 1954, mas foi rejeitado.
A NASA foi formalizada por lei em 29 de julho de 1958. Um dia depois, o 50º foguete Redstone foi lançado com sucesso do Atol Johnston no Pacífico Sul como parte da operação Hardtack I. Dois anos depois, a NASA inaugurou o Marshall Space Flight Center no arsenal Redstone em Huntsville, a equipe de desenvolvimento da ABMA liderada por von Braun foi transferida para a NASA. Num encontro direto com Herb York no Pentágono, von Braun deixou claro que ele só iria para a NASA somente se o desenvolvimento do foguete Saturno continuasse. De julho de 1960 a fevereiro de 1970, von Braun se tornou o primeiro diretor do Marshall Space Flight Center.
O primeiro grande programa do centro Marshall, foi o desenvolvimento dos foguetes Saturno para transportar cargas úteis maiores para além da órbita da Terra. A partir daí, o programa Apollo para voos tripulados à Lua foi desenvolvido. Wernher von Braun, inicialmente apoiou o uso de uma técnica chamada "Earth orbit rendezvous" (acoplamento em órbita terrestre), mas em 1962 ele passou a apoiar a outra alternativa, chamada "lunar orbit rendezvous" (acoplamento em órbita lunar), que acabou sendo o utilizado. Durante o projeto Apollo, ele trabalhou diretamente com o seu antigo colega de Peenemünde, Kurt Heinrich Debus, o primeiro diretor do Centro Espacial John F. Kennedy. O seu sonho de conduzir a espécie humana a pousar na Lua se tornou realidade em 16 de julho de 1969, quando um foguete Saturno desenvolvido no centro Marshall, lançou a tripulação da Apollo 11 na sua missão histórica de oito dias. Ao longo do programa Apollo, os foguetes Saturno V permitiu que seis tripulações de astronautas atingissem a superfície da Lua.
No final da década de 60, von Braun foi fundamental no desenvolvimento do Centro Espacial de de foguetes em Huntsville. A mesa da qual ele comandou a entrada da América na corrida espacial, permanece em exibição nesse local.
Num memorando interno datado de 16 de janeiro de 1969, von Braun confirmou aos membros de sua equipe, sua intenção de permanecer como diretor do centro Marshall em Huntsville para liderar o programa Apollo. Poucos meses depois por ocasião do primeiro pouso na Lua, ele expressou publicamente o seu otimismo de que o foguete Saturno V continuasse a ser desenvolvido para missões à Marte nos anos 80.
No entanto, em março de 1970, von Braun e sua família foram realocados em Washington, D.C., onde ele foi "promovido" ao posto de Diretor Associado de Planejamento no escritório central da NASA. Depois de uma série de conflitos associados à interrupção do Programa Apollo, e encarando severos cortes de orçamento, von Braun deixou a NASA em 26 de maio de 1972. Não somente ficou claro na época que as visões dele e da NASA para o futuro dos projetos espaciais Norte americanos eram incompatíveis, mas também muito mais frustrante para ele, o fato de o apoio popular a uma presença contínua do homem no espaço, diminuiu dramaticamente a partir do momento em que o objetivo de chegar à Lua foi atingido.

### Visitas ao Brasil
São conhecidas e documentadas, duas visitas de von Braun ao Brasil: uma informal em fevereiro de 1964 no Rio de Janeiro, e outra formal entre 12 e 15 de novembro de 1972, quando ele visitou Brasília, São Paulo e Rio de Janeiro. Nesta segunda visita, conheceu o Cta, o INPE e a Embraer.

### Depois da NASA

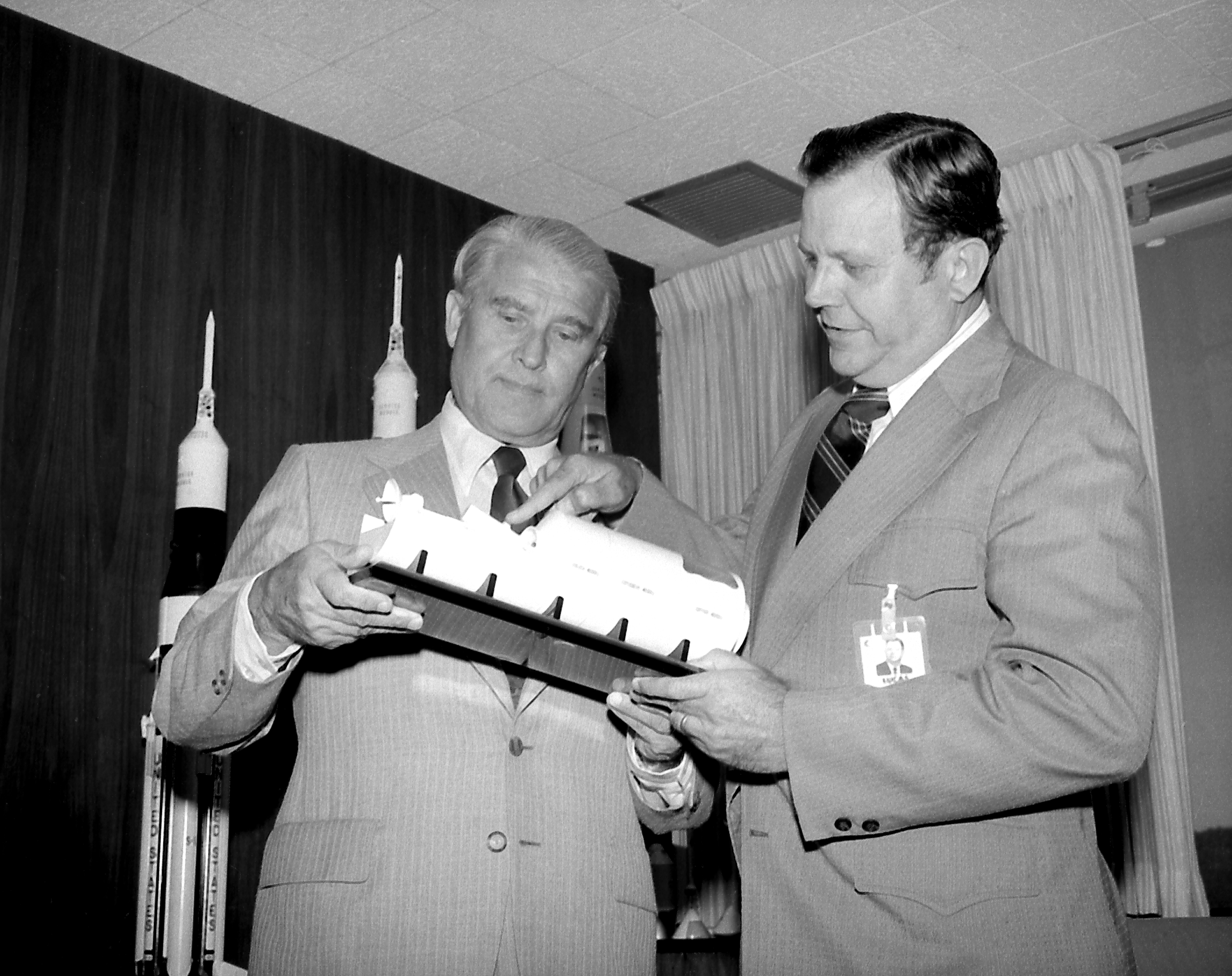
Von Braun e William R. Lucas, o primeiro e o terceiro diretores do Marshall Space Flight Center, observando um modelo do Spacelab em 1974.

Depois de deixar a NASA, von Braun se tornou Vice-presidente de Engenharia e Desenvolvimento na Fairchild Industries em Germantown, Maryland em 1 de julho de 1972.
Em 1973, um exame de saúde de rotina revelou um câncer renal, o qual não pôde ser controlado cirurgicamente nos anos seguintes. Von Braun continuou seu trabalho de acordo com as suas possibilidades, aceitando convites para palestras em colégios e universidades, dando sequência à sua campanha de cultivar o interesse de estudantes e novas gerações de engenheiros em voos espaciais tripulados e foguetes. Em uma dessas visitas na primavera de 1974 ao Colégio Allegheny, von Braun revelou alguns aspectos de sua vida pessoal, como uma alergia a travesseiros de pena e um certo desdém quanto a algumas músicas de rock daquela época.
Von Braun ajudou a criar e promover o National Space Institute, precursor da atual National Space Society, em 1975, tornando-se seu primeiro Presidente. Em 1976, ele se tornou consultor científico de Lutz Kayser, dono da OTRAG, e um membro do quadro diretor da Daimler-Benz. No entanto, seu estado de saúde debilitado, o forçou a se retirar da Fairchild em 31 de dezembro de 1976. Quando a Medalha Nacional da Ciência, foi concedida a ele em 1977, ele já estava hospitalizado, ficando impedido de comparecer à cerimônia na Casa Branca.

### O final

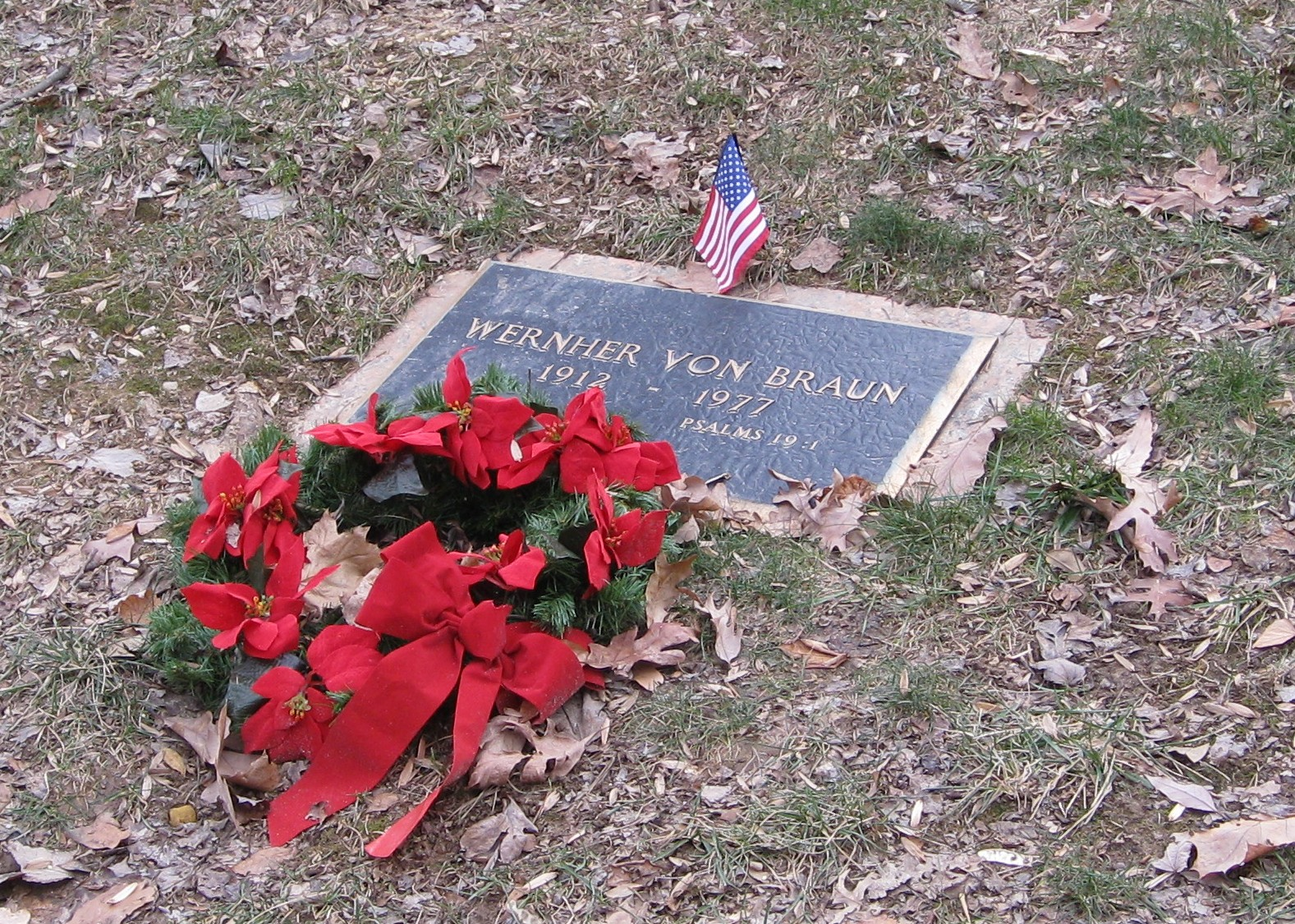
Lápide de Wernher von Braun no cemitério Ivy Hill em Alexandria, Virgínia.

Em 16 de junho de 1977, Wernher von Braun morreu de câncer pancreático em Alexandria, Virgínia, aos 65 anos de idade, sendo enterrado no cemitério Ivy Hill.

## Trabalhos publicados
- Proposal for a Workable Fighter with Rocket Drive. [S.l.: s.n.] 6 de julho de 1939
  - O interceptador de decolagem vertical proposto[41] para subir a 35 000 pés em 60 segundos foi rejeitado pela Luftwaffe no outono de 1941 para o Messerschmitt Me 163 Komet e nunca foi produzido. (O diferente Bachem Ba 349 foi produzido durante o Programa de Caças de Emergência de 1944.)
- 'Survey' of Previous Liquid Rocket Development in Germany and Future Prospects. [S.l.: s.n.] 1945[42]
- A Minimum Satellite Vehicle Based on Components Available from Developments of the Army Ordnance Corps. [S.l.: s.n.] 15 de setembro de 1954. Seria um golpe para o prestígio dos Estados Unidos se não [lançássemos um satélite] primeiro.[42]
- The Mars Project, Urbana, University of Illinois Press, (1953). Com Henry J. White, tradutor.
- Arthur C. Clarke, ed. (1967). German Rocketry, The Coming of the Space Age. Nova York: Meredith Press
- First Men to the Moon, Holt, Rinehart and Winston, New York (1960). Partes do trabalho apareceram pela primeira vez na revista This Week
- Daily Journals of Wernher von Braun, May 1958 – March 1970. [S.l.: s.n.] 1970.[42]
- History of Rocketry & Space Travel, New York, Crowell (1975). Com Frederick I. Ordway III.
  - Estate of Wernher von Braun; Ordway III, Frederick I; Dooling, David Jr. (1985) [1975]. Space Travel: A History 2a. ed. Nova York: Harper & Row. ISBN 978-0-06-181898-1
- The Rocket's Red Glare, Garden City, Nova York: Anchor Press, (1976). Com Frederick I. Ordway III.
- New Worlds, Discoveries From Our Solar System, Garden City, Nova York: Anchor Press/Doubleday, (1979). Com Frederick I. Ordway III. Trabalho final de Von Braun, concluído postumamente.
- Project Mars: A Technical Tale, Apogee Books, Toronto (2006). Uma história de ficção científica inédita de von Braun. Acompanhado por pinturas de Chesley Bonestell e documentos técnicos do próprio von Braun sobre o projeto proposto.[43]
- Willhite, Irene E. (2007). The Voice of Dr. Wernher von Braun: An Anthology. Col: Apogee Books Space Series. [S.l.]: Collector's Guide Publishing. ISBN 978-1894959643 Uma coleção de discursos proferidos por von Braun ao longo de sua carreira.[44]